# RWS Zeeland
RWS Zeeland was tot april 2013 de regionale dienst van de Rijkswaterstaat, die werkt in de provincie Zeeland. Met de reorganisatie van april 2013 is deze dienst samengevoegd met RWS Noordzee tot een nieuwe dienst RWS Zee en Delta (RWS ZD).

## RWS Zee en Delta
RWS Zee en Delta (RWS ZD) is sedert april 2013 de regionale dienst van de Rijkswaterstaat in Zeeland en voor de Noordzee inclusief het Nederlandse deel van het het continentaal plat. Het beheersgebied omvat het landelijk hoofdwegennet en het water- en scheepvaartbeheer op het hoofdvaarwegennet in de provincie Zeeland en op de Noordzee. Hieronder vallen de Zeeuwse wateren en de kanalen Kanaal door Zuid-Beveland, het Schelde-Rijnkanaal en het Kanaal Gent-Terneuzen.
De dienst voert het beleid van Rijkswaterstaat uit in de eigen regio en is aanspreekpunt voor regionale overheden voor alle Rijkswaterstaatsaangelegenheden. 

## Geschiedenis van de organisatie
In de geschiedenis zijn er fusies en splitsingen van Rijkswaterstaatsdiensten geweest; voor de dienst in Zeeland gebeurde dat voor het eerst in april 2013. In 1808 bestonden er twee diensten in Zeeland.
Vanaf 1803 heetten die diensten districten, vanaf 1903 werd gesproken van "directie". Sinds 1 oktober 2004 is het een dienst, die samengesteld is uit een aantal directies.
De verschillende namen voor de regionale waterstaatsdienst in Zeeland sedert de oprichting waren:
| Sinds:       | Naam van de organisatie             | Gebied                           |
| ------------ | ----------------------------------- | -------------------------------- |
| 1 mei 1808   | 11e district: Noordelijk Zeeland    |                                  |
| 1 april 1811 | departement des Bouches de l'Escaut | samen met het Zuidelijk district |

| Sinds:          | Naam van de organisatie                              | Gebied                               |
| --------------- | ---------------------------------------------------- | ------------------------------------ |
| 1 november 1803 | 3e district: Domeinen van Nassau, Brabant en Zeeland | alleen voor de zeehavens en zeegaten |
| 1 mei 1808      | 12e district: Zuidelijk Zeeland                      |                                      |
| 1 april 1811    | departement des Bouches de l'Escaut                  | samen met het Noordelijk district    |
| 6 mei 1814      | 5e (provisionele) district                           |                                      |
| 1 januari 1817  | 5e district: Zeeland & StaatsVlaanderen              |                                      |
| 1 juli 1822     | district Zeeland                                     |                                      |
| 1 april 1849    | 11e district: Zeeland                                |                                      |
| 1 juli 1903     | 11e directie: Zeeland                                |                                      |
| 1 mei 1918      | directie Zeeland                                     |                                      |
| 1 oktober 2004  | RWS Zeeland                                          |                                      |
| 1 april 2013    | RWS Zee en Delta                                     | Zeeland en de Noordzee               |